# Ковертирани потез
Ковертирани потез је термин везан за шах.
Ако је то турнирским правилником прописано, приликом прекида партије, играч је дужан да свој следећи, још неодиграни потез на шаховској табли запише и стави у коверат, а та радња назива се ковертирање потеза. Поступак је прописан у Правилима игре ФИДЕ, у додатку А. После знака за прекид, играч на потезу мора да ковертира потез, а ако га одигра, то ће се сматрати "јавним ковертирањем" истог потеза. Пошто јасном и пуном нотацијом упише потез у свој формулар, играч ставља у коверат свој и противников формулар и тек тада зауставља часовник. Играч има право да ковертира пре истека сеансе, али у том случају "преузима време".
На коверти се уписују имена играча, позиција пре ковертираног потеза, време које су играчи утрошили (нпр. 20:05, а не 2:05), име играча који је ковертирао, евентуална понуда ремија и датуме, с временом наставка партије. Потом судија проверава исправност информација на коверти и одговоран је за њено чување. Коверат се отвара једино кад је присутан играч који треба да одговори на ковертирани потез.
Ако се код отварања коверте утврде неправилности (нпр. двосмислен или немогућ потез), судија може контумацирати играча који је неправилно ковертирао. Када се коверат отвори, повлачи се ковертирани потез на табли и покреће сат без обзира да ли је играч који је ковертирао потез присутан или не. Ако играч који треба да одговори на ковертирани потез није присутан, покреће се његов сат. Кад играч дође, тада се сат зауставља док се не отвори коверат, а затим се поново ставља у покрет.
Постоји и могућност тзв. "полуковертирања", у случају да је одсутан играч који је ковертирао потез. 
Уколико се изгуби коверат, играч који је ковертирао повлачи потез за који изјави да га је ковертирао. А ако се не може установити позиција у прекиду, тада се партија поништава и игра се нова.
У последње време партије се ређе играју с прекидима.